# نوهور قشلاق
نوهور قشلاق (به لاتین: Nohurqışlaq) یک منطقه مسکونی در جمهوری آذربایجان است که در شهرستان قبله واقع شده‌است. نوهور قشلاق ۳۰۴۱ نفر جمعیت دارد.

## دین
در مسجد جامع این روستا یک هیئت مذهبی وجود دارد